# インスピレーション4
インスピレーション4（Inspiration4、図案的にはInspirati④n）は、シフト4ペイメンツCEOのジャレッド・アイザックマンに代わってスペースXが運用した2021年の有人宇宙飛行。このミッションでは、2021年9月16日 00:02:56 UTCにクルードラゴン・レジリエンスがフロリダ州ケネディ宇宙センターの発射施設39Aからファルコン9ブロック5に搭載されて打ち上げられ、ドラゴン・カプセルが低軌道に投入され、レジリエンスが大西洋に着水して2021年9月18日 23:06:49 UTCに成功裡に完了した。
このミッションは、初めての民間人だけが搭乗した軌道宇宙飛行ならびにテネシー州メンフィスにあるセント・ジュード小児研究病院を代表する慈善活動の一環を無事に完了した。アイザックマンがこのミッションのコマンダーを務めた。病院はヘイリー・アルセノーとクリストファー・センブロスキの2人のクルーを選択した。シフト4ペイメンツからはシアン・プロクターが選ばれた。
このミッションは、1966年9月に遠地点高度約1,368 km（地球軌道での最高高度）となったジェミニ11号の55周年と重なっていた。インスピレーション4の飛行では、約585 kmの軌道高度に到達したが、これは1999年のSTS-103が達成した第5位の有人軌道高度を塗り替えるものだった。比較として、国際宇宙ステーションの軌道小路は408 kmである。また、1969年のアポロ9号以来の大西洋への有人の着水だった。

## ミッションとクルー
インスピレーション4は、民間人だけが搭乗して初めて低軌道に達した有人飛行だった。このミッションはセント・ジュード小児研究病院の資金調達を促進した。クルーとミッションは、セント・ジュードの小児がん研究を拡大するために2億ドル以上を調達することを目的としていた。
インスピレーション4は、軍用ジェット機で資格をとった経験豊富なパイロットでもあるシフト4ペイメンツのCEO、ジャレッド・アイザックマンが率いていた。アイザックマンはスペースXからこのフライトと4つの座席を調達し、セント・ジュードに2名分の乗員枠を寄付した。同病院の医療助手で、骨肉腫からの生還者であるヘイリー・アルセノーが、病院によってこの飛行に選ばれた。セント・ジュードは2つ目の搭乗枠を、 St. Jude Mission: Inspired と名付けた2億ドル調達のための抽選権として売り出した。最終的に、エンブリー・リドル航空大学の非公開の個人が当選し、搭乗する権利を7万2000人の抽選権購入者の一人でもある友人のアメリカ空軍退役軍人、クリストファー・センブロスキに与えた。起業家のシアン・プロクターは、シフト4の商取引ソリューションを利用するための最高のビジネスアイデアに関する Shark Tank を模したコンテストを通じて選ばれた。コンテストの発表者にはセールスフォースCEOのマーク・紅オフ、雑誌 Fast Company 編集者のステファニー・メータ、元NASAの技術者のマーク・ローバーおよびテレビ番組司会のジョン・タッファーが名を連ねた。
レジリエンスは、2008年の神舟7号以来の乗組員全員初飛行で軌道に到達した宇宙船となった。NASAが最後に全員初飛行の乗組員を軌道に打ち上げたのは1981年のSTS-2だった。
4人のクルー全員はスペースXによって商業宇宙飛行しての訓練を受けた。訓練には軌道船内での練習、微小重力環境での操作、ストレステスト、非常事態訓練およびミッションのシミュレーションなどが含まれていた。その後、2021年9月25日にCNNは宇宙旅行の途中で警報がなり、それはトイレの故障に関連していたことがわかったと報じた。
| 地位                     | 宇宙飛行士                                           | 宇宙飛行士                                           |
| ------------------------ | ---------------------------------------------------- | ---------------------------------------------------- |
| コマンダー               | ジャレッド・アイザックマン "Rook" 1回目の宇宙飛行    | ジャレッド・アイザックマン "Rook" 1回目の宇宙飛行    |
| パイロット               | シアン・プロクター "Leo" 1回目の宇宙飛行             | シアン・プロクター "Leo" 1回目の宇宙飛行             |
| 医務官                   | ヘイリー・アルセノー "Nova" 1回目の宇宙飛行          | ヘイリー・アルセノー "Nova" 1回目の宇宙飛行          |
| ミッションスペシャリスト | クリストファー・センブロスキ "Hanks" 1回目の宇宙飛行 | クリストファー・センブロスキ "Hanks" 1回目の宇宙飛行 |

## 宇宙船
インスピレーション4ミッションは、「レジリエンス」にとってCrew-1に続く2回目の飛行となった。また、クルードラゴンとしては4回目の有人飛行を達成した。通常は国際宇宙ステーションとのドッキングに使用されるドッキングアダプターは、このミッションではキューポラ・モジュールに着想を得た一つの一体型多層アクリルガラスのドーム状窓に置き換えられ、レジリエンスの先端部から宇宙空間の360度の眺望を可能にした。打ち上げおよび再突入に際しては、キューポラは宇宙船内外の写真撮影が可能な特製カメラを内蔵した宇宙船の開閉可能なノーズコーンによって保護された。キューポラは「レジリエンス」の今後のミッションでドッキングする必要がある場合に備えた容易に取り外してドッキングアダプターと交換できるようになっている。宇宙船の船首に設けられた4基のドラコ・スラスターのためにキューポラの外部に推進機動中のエンジンからの排熱からアクリルガラスのドームを守るために、4枚の熱遮断タイルを設置する必要が生じた。

## フライト

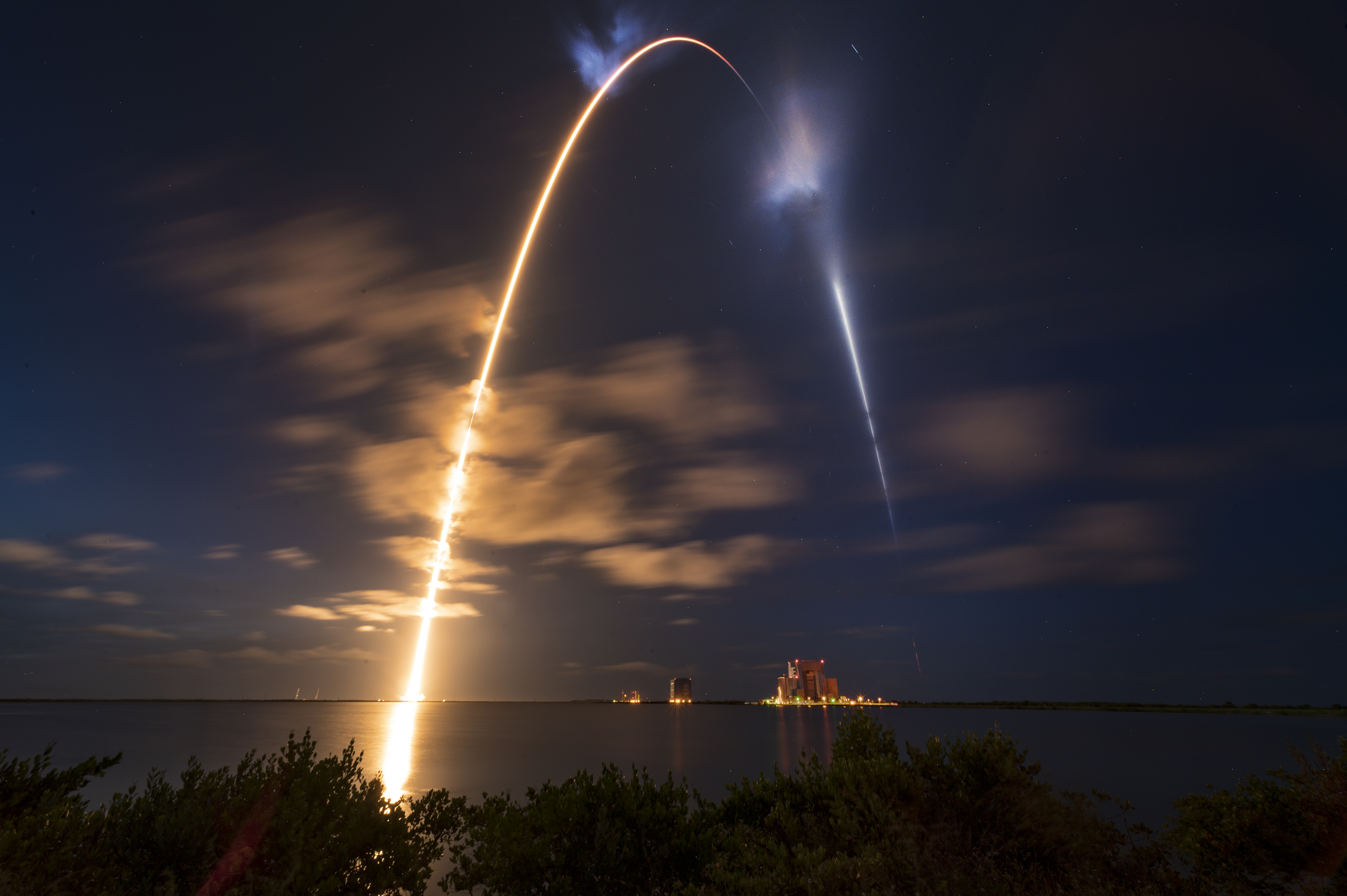
インスピレーション4の打ち上げ

「レジリエンス」は、2021年9月16日 00:02:56 UTC（日本時間2021年9月16日 09:02:56）に、ファルコン9ブロック5ブースターB1062に搭載されてケネディ宇宙センター、LC-39Aから打ち上げられた。同ブースターとしては3回目の飛行となった。宇宙船は51.6°の軌道傾斜角で打ち上げられた。「レジリエンス」が軌道上に滞在中、Crew-2ミッションで飛行中の「エンデバー」およびCRS-23ミッションで飛行中のC208とあわせて、3機のドラゴン宇宙船が同時に地球の軌道上に存在した。インスピレーション4は、2009年のSTS-125以来の宇宙ステーションに訪れない有人軌道宇宙飛行となった。
各乗組員は、通信用にそれぞれ異なるコールサインを割り当てられた。アイザックマンのコールサインは "Rook"、プロクターは "Leo"、アルセノーは "Nova" で、センブロスキは "Hanks" だった。
スペースXファルコン9ロケットの第2段エンジンが停止すると、アルセノーは脚に取り付けたポーチに手を伸ばして、セント・ジュードで働くセラピードッグを表すぬいぐるみを取り出した。テザーに取り付けられたこのぬいぐるみはアルセノーの頭上を漂い始め、インスピレーション4ミッションの「無重力インジケーター」として機能した。2021年9月16日に地球軌道に到達して以降、このぬいぐるみは宙に浮いて、アルセノーと3人の同乗者に宇宙空間の微小重力環境にいることを視覚的に提示した。
このミッションでは、これまでのように注意深く選別されてプロの宇宙飛行士として徹底的な訓練を受けたわけではない、一般市民の人体に対する超音波検査、微生物サンプル取得およびさまざまな機内健康実験（体液シフトの測定、心電図の記録、酸素飽和度、心拍数など）が計画されていた。人体の健康および能力に対する宇宙飛行の影響の研究は、スペースX、ベイラー医科大学の宇宙健康基礎及び応用研究所（Translational Research Institute for Space Health、TRISH）およびワイル・コーネル医科大学の研究者が共同で実施した。宇宙旅行の途中で警報がなり、それはトイレの故障に関連していたことがわかった。
2021年9月18日 23:06:49 UTC、「レジリエンス」はケープ・カナベラル北の大西洋に着水し、およそ40分後に回収船「GOサーチャー」によって回収された。アルセノーが最初に宇宙船から出てきて、それにプロクター、センブロスキ、アイザックマンが続いた。

### 軌道高度
飛行計画では最低でも高度575 kmに到達することが目標とされており、実際には高度585 kmに到達したが、これは1991年にSTS-48が遠地点で到達した580 kmを凌駕しており、遠地点で610 kmに達した1999年のSTS-103以降の有人飛行では最高の高度となった。ハッブル宇宙望遠鏡を軌道投入するためのSTS-31が到達した615 kmがスペース・シャトル計画での最高高度であり、ジェミニ計画で1966年にジェミニ10号とジェミニ11号がそれぞれ遠地点で到達した756 kmおよび1368 kmについで3位の記録であり、インスピレーション4は地球周回軌道での有人宇宙飛行で歴史上5位となる高度を記録した。地球周回軌道から離れたのはアポロ計画での10回の打ち上げだけである。この高度に到達すると、宇宙船と乗組員は国際宇宙ステーションで見られるものとは異なる放射線レベルに晒されることになる。人体の健康および能力に対する宇宙飛行の影響の研究は、スペースX、ベイラー医科大学の宇宙健康基礎及び応用研究所（Translational Research Institute for Space Health、TRISH）およびワイル・コーネル医科大学の研究者が共同で実施した。
インスピレーション4は2日間に渡ってこの高度で軌道を周回した後に高度を365 kmに下げて再突入および着水に向けてミッションの最終日はこの高度を維持した。

## メディア報道
このミッションに関連するメディア報道は、慈善活動に焦点を当てていること、期間、達成高度など、広く好意的なものだった。ミッションの様子は5話構成の Countdown: Inspiration4 Mission to Space と題されたドキュメンタリー番組にまとめられ、2021年9月に定額制ストリーミングサービスのNetflixで公開された。